# REN21
REN21, 21世纪可再生能源政策网公司作为全球性的政策网络，为国际领导提供可再生能源平台。致力于在发展中及工业化国家经济体系中为可再生能源的商业化快速发展提供政策支持。
21世纪可再生能源网络公司作为全球性的政策网络，为国际领导提供新能源平台。致力于在发展中及工业化经济体系中为可再生能源的快速发展提供政策支持。
21世纪可再生能源网络公司面向许多机构，连接政府、国际组织、非政府组织、工业协会、及其他合伙或创始人等。
21世纪可再生能源网络公司联合能源、发展、环境领域，为2004德国波恩可再生能源大会参会的特殊可再生能源界加强影响力。21世纪可再生能源网络公司是一个全球性的政策网络，旨在通过共享观点、鼓励采取各种方式的行动，促进可再生能源的发展。
REN21已经制作了大量国际公认的可再生能源政策和可再生能源市场的发展报告。自2005年以来，REN21每年发表《可再生能源全球现状报告》，是由马天瑞（Eric Martinot）和珍妮特·萨温（Janet Sawin）为主要作者。

## 历史
该网络是在2005年6月发起，是前一年在德国波恩举行的可再生能源国际会议召开讨论的结果。 其秘书处工作于在法国巴黎的办事处，是由联合国环境署和德国技术合作公司，与国际能源署(IEA)合作。

## 出版物

### 全球状况报告
《可再生能源全球状况报告（GSR）》（页面存档备份，存于）是REN21的旗舰产品，每年发布一次，并提供全球部署可再生能源技术的状态报告。 GSR自2005年以来一直在生产，包括电力，供暖和制冷与运输三个领域，报告政策发展，能源行业，投资和市场。该报告基于REN21成员网络提供的800多位来自世界各地的专家和研究人员的数据和信息。 GSR由专家和研究机构公开进行同行评审，这有助于提高报告的透明度。今天，GSR是关于可再生能源市场，行业和政策趋势的最经常参考的报告。
完整的报告可以在微型网站（microsite）（页面存档备份，存于） 上看到，同时还有丰富多彩的图表。引用很容易访问 - 用户可以将鼠标放在引用上并查看所有使用的来源，并通过单独的超链接直接访问它们。信息图表(infographics)包含在整个文本中，简单的导航结构允许读者轻松地从章节跳到章节。新的Google翻译功能允许用户将全部内容翻译为读者的母语。
《可再生能源全球状况报告（GSR）》由重点报告（页面存档备份，存于）作为补充，介绍了总体趋势和发展。 它概述了推动能源转型的情况，并详细说明了为什么它不能以足够快或尽可能快的速度发生。 本文件广泛地吸收了GSR中精心记录的数据。 它有多种语言版本。

## 参看
- 國際可再生能源機構(IRENA)
- 可再生能源商业化
- 能源政策
- 国际可再生能源联盟（英语：International Renewable Energy Alliance）
- Reegle（英语：Reegle） - 可再生能源和能源效率信息门户(Information Gateway for Renewable Energy and Energy Efficiency)
- 可再生能源和能源效率伙伴关系（英语：Renewable Energy and Energy Efficiency Partnership）  (REEEP)
- SolarPACES（英语：SolarPACES）
- 美国气候联盟